# Типографическое руководство (Бодони)
Типографическое руководство (лат. Manuale Tipografico) — главный труд итальянского издателя и типографа Джамбаттисты Бодони, написанный в Парме. Содержит обширную коллекцию шрифтов, которые Бодони разработал в качестве типографа и издателя и адаптировал для изготовления печатных форм. Включает более 600 нарезок, латинские и экзотические шрифты, тысячу орнаментов и гравюр, разработанных великим типографом.
Manuale Tipografico был опубликован вдовой Бодони Маргеритой далл’Альо в 1818 году (сам Бодони умер в 1813 году) тиражом всего 250 экземпляров в двух томах и был посвящён новой правительнице Пармы, герцогине Марии-Луизе. По некоторым сведениям, вдова временно приостановила печатание всех печатных изданий до тех пор, пока не будет напечатан тираж Manuale Tipografico.
Фотографии страниц этой работы теперь доступны на компакт-диске.